# Orthozona
Orthozona is een geslacht van vlinders van de familie spinneruilen (Erebidae), uit de onderfamilie Calpinae.

## Soorten
- O. bilineata Wileman, 1915
- O. curvilineata Wileman, 1915
- O. karapina Strand, 1920
- O. quadrilineata Moore, 1882
- O. rufilineata Hampson, 1895